# 盛岡市アイスリンク
盛岡市アイスリンク（もりおかしアイスリンク）は、岩手県盛岡市にある公設のスケートリンクである。東北地方ではアイスリンク仙台とともに、24時間通年滑走可能のスケートリンクである。
なお、みちのくコカ・コーラボトリングが命名権を取得しており、2016年4月1日から「みちのくコカ・コーラボトリングリンク」の呼称を用いている（後述）。

## 概要
盛南地区開発により区画整理された本宮地区にある。盛岡市総合アリーナ（もともとアイススケート場だったが、その機能を当リンクに譲る）と盛岡市総合プールに隣接している。
そのほか周辺1km圏内には岩手県立美術館、盛岡市子ども科学館、盛岡市遺跡の学び館、盛岡市立病院があり、当リンクを含め県営・市営の施設が多数立地している。
冷却システムは自然冷媒（アンモニアおよび二酸化炭素）を採用し、省エネルギーなものとなっている。

## 規格
- スケートリンク 1面　60m×30m（国際規格）
- カーリングシート 2面 45.72m×5m（国際規格）

## 施設命名権
2016年3月10日、地元企業のみちのくコカ・コーラボトリングと盛岡市は命名権契約を締結した。契約期間は3年（2016年4月1日から2019年3月31日まで）、契約金額は年間100万円（税抜）で「みちのくコカ・コーラボトリングリンク」の呼称を用いている。その後、契約更新が行われネーミングライツ契約は年間100万円（税抜）のまま2024年3月31日まで延長された。

## 営業時間
- 一般営業 10:00～18:00（但し貸切営業により、日によって一般開放の時間は異なる。詳しくは下記の外部リンクを参照。）
- 貸切営業 24時間対応
- 休館日 毎月第3火曜日、年末年始（12月31日・1月1日）

## 利用可能種目
- フィギュアスケート
- ショートトラックスピードスケート
- カーリング
- アイスホッケー

## 沿革

### 年表
- 2014年6月 着工
- 2015年
  - 8月 完成
  - 9月19日 竣工。供用開始。
- 2016年
  - 1月 第71回国民体育大会のアイスホッケー競技が開催。
  - 4月1日　命名権契約により「みちのくコカ・コーラボトリングリンク」の呼称を使用。

## アクセス
- 「盛岡市総合アリーナ#交通アクセス」を参照。